# Engranaje no circular
Un engranaje no circular (ENC) es un diseño especial de engranaje con características y propósitos particulares. Mientras que un engranaje regular está optimizado para transmitir torque a otro elemento con el que se encuentra engranado, con un mínimo de ruido y desgaste, y con una máxima eficiencia, el objetivo principal de un engranaje no circular podría ser variaciones de relación, desplazamientos de ejes por oscilación, entre otros. Aplicaciones comunes incluyen máquinas textiles, potenciómetros, CVTs (transmisiones de variación continua), accionamientos de paneles de persianas, prensas mecánicas y motores hidráulicos de alto torque.

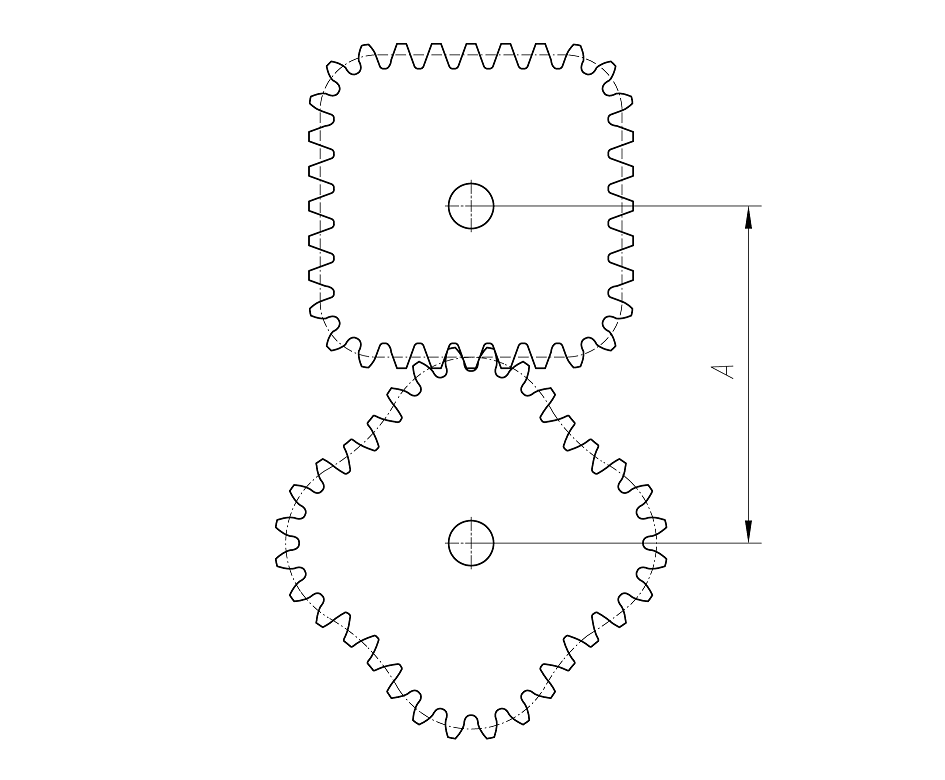
Ejemplo de engranaje no circular

Otro engranaje no circular

Un par de engranajes regulares se puede representar como dos círculos rodando juntos sin deslizamiento. En el caso de los engranajes no circulares, esos círculos son reemplazados por cualquier forma que no sea un círculo. Por esta razón, en la mayoría de los casos, los ENC no son redondos, pero también es posible que los ENC redondos se asemejen a engranajes regulares (pequeñas variaciones de relación resultan de modificaciones en la zona de engrane).
Generalmente, un ENC debe cumplir con todos los requisitos de un engranaje regular, pero en algunos casos, como por ejemplo una distancia variable entre ejes, podría resultar imposible de soportar y esos engranajes requieren tolerancias de fabricación muy ajustadas y surgen problemas de ensamblaje. Debido a la complicada geometría, es más probable que los ENC sean engranajes rectos y se utilice tecnología de moldeo o mecanizado por descarga eléctrica en lugar de generación.

## Descripción matemática
Ignorando los dientes del engranaje por el momento (es decir, suponiendo que los dientes del engranaje son muy pequeños), sea {\displaystyle r_{1}(\theta _{1})} el radio de la primera rueda dentada como función del ángulo desde el eje de rotación {\displaystyle \theta _{1}}, y sea {\displaystyle r_{2}(\theta _{2})} el radio de la segunda rueda dentada como función del ángulo desde su eje de rotación {\displaystyle \theta _{2}}. Si los ejes permanecen fijos, la distancia entre los ejes también está fija:
{\displaystyle r_{1}(\theta _{1})+r_{2}(\theta _{2})=a\,}
Suponiendo que el punto de contacto se encuentra en la línea que conecta los ejes, para que los engranajes se toquen sin deslizamiento, la velocidad de cada rueda debe ser igual en el punto de contacto y perpendicular a la línea que conecta los ejes, lo que implica que:
{\displaystyle r_{1}\,d\theta _{1}=r_{2}\,d\theta _{2}}
Cada rueda debe ser cíclica en sus coordenadas angulares. Si se conoce la forma de la primera rueda, a menudo se puede encontrar la forma de la segunda utilizando las ecuaciones anteriores. Si se especifica la relación entre los ángulos, a menudo también se pueden determinar analíticamente las formas de ambas ruedas.
Es más conveniente usar la variable circular {\displaystyle z=e^{i\theta }} al analizar este problema. Suponiendo que el radio de la primera rueda dentada se conoce como función de z, y usando la relación {\displaystyle dz=iz\,d\theta }, las dos ecuaciones anteriores se pueden combinar para obtener la ecuación diferencial:
{\displaystyle {\frac {dz_{2}}{z_{2}}}={\frac {r_{1}(z_{1})}{a-r_{1}(z_{1})}}\,{\frac {dz_{1}}{z_{1}}}}
donde {\displaystyle z_{1}} y {\displaystyle z_{2}} describen la rotación de la primera y segunda ruedas respectivamente. Esta ecuación se puede resolver formalmente como:
{\displaystyle \ln(z_{2})=\ln(K)+\int {\frac {r_{1}(z_{1})}{a-r_{1}(z_{1})}}\,{\frac {dz_{1}}{z_{1}}}}
donde {\displaystyle \ln(K)} es una constante de integración.

## Lectura adicional
- Engranajes no circulares: Diseño y generación por Faydor L. Litvin, Alfonso Fuentes-Aznar, Ignacio González-Pérez y Kenichi Hayasaka